# Португальська вівчарка
Португальська вівчарка  (порт. Cão da Serra de Aires) - порода типовий представник робочих пастуших собак. Ці собаки сміливі й енергійні, рішучі й витривалі. Відмінні сторожові пси, слухняні. Вони ідеально підійдуть для охорони будинку і земельній ділянки в сільській місцевості. Дуже насторожено відносяться до чужаків. Безстрашні. Ніколи не дадуть в образу Вас і ваших дітей. Крім того вони дуже кошлаті, й завдяки цьому милі і привабливі.

## Опис
Португальські вівчарки — собаки середнього розміру з витягнутим корпусом. У них велика, опукла і широка голова. У цих тварин великий злегка кирпатий ніс з великими вираженими ніздрями. Вуха — середні, висячі, трикутної форми. Їх іноді купірують. Лапи міцні, мускулисті. Хвіст високо розташований, в період емоційного збудження трохи підіймається до гори, звужується до низу. Шерсть дуже довга і пряма, на морді утворює вуса і бороду. Забарвлення може бути найрізноманітнішим: сірим, рудим, чорним з підпалинами. Взагалі ці собаки дуже кумедні й чарівні.

## Характер
Представники цієї породи мають хороший характер. Вони дуже віддані і вірні своєму хазяїну. Добре відносяться до дітей, за умови, що ті їх поважатимуть. Легко піддаються дресируванню, вимагають до себе уваги хазяїна. Їм потрібна людська ласка і ніжність. Не сприймають сторонніх людей. Дуже допитливі. Вважаються однією з найрозумніших порід, тому будьте впевнені, що поряд з Вами буде незамінний товариш.

## Історія
Точне походження португальських вівчарок невідоме. Багато хто вважає, що ця порода виникла шляхом схрещення декількох видів французьких вівчарок, яких в дев'ятнадцятому столітті на територію Португалії привіз граф Кастро Куімараєш. Як би то ні було зараз португальська вівчарка цілком самодостатня порода, що відрізняється розумом і прекрасними робочими якостями.

## Догляд
Не вередлива, особливого догляду не вимагає. Оскільки довга шерсть собаки практично без підшерстка, вичісувати її необхідно лише раз на тиждень. Стежте за живленням вихованця, візьміть до уваги, усе вище — і нижчевказане.

## Здоров'я, хвороби
Вони мають прекрасне здоров'я. Єдине захворювання, що їм може загрожувати це — сечокам'яна хвороба, проте її можна уникнути, якщо правильно годувати собаку. Про годування читайте трохи нижче.

## Дресирування, тренування
Щоб з легкістю дресирувати португальську вівчарку потрібен твердий характер. Ці собаки дуже працездатніі, розумні і кмітливі, проте вони можуть проявити волелюбність і показати свою гордість. Ви із самого початку повинні налагодити контакт із твариною. Враховуйте його рухливість і енергійність, команди за типом «сидіти» тут не зовсім до місця. Ці собаки із задоволенням бігатимуть на тривалі дистанції з перешкодами.